# Хеклер и Кох Г36
„Хеклер и Кох Г36“ је аутоматска или јуришна пушка немачке производње. Развијена је деведесетих година, као замена за пушку Г3 у немачким оружаним снагама. Повод је био прелазак са калибра 7,62 × 51 mm на калибар 5,56 × 45 mm у оквиру НАТО стандардизације. Уместо унапређења дотадашњих модела, у Бундесверу је одлучено да се покрене развој потпуно новог оружја око овог метка.
Пушка за сада представља стандардно оружје немачких оружаних снага, а 2015. је најављено њено повлачење из наоружања борбених јединица. Налази се и у употреби у војним и полицијским снага већег броја земаља (САД, Шпанија, Норвешка, Црна Гора, Албанија, Србија и друге).

## Oпис и детаљи конструкције
Пушку одликују одлична балансираност и ергономија. Потпуно је прилагођена и леворуким стрелцима. Може се склопити и расклопити без икаквог алата, што је чини веома лаком за одржавање.
Да би тежина била у што већој мери умањена, конструктори су сандук, кундак и већину делова израдили од ојачаног полимера, а најважнији делови су остали челични.
Стандардни, одвојиви оквир (капацитета 30 метака) такође је израђен од прозирног полимера (један од најпрепознатљивијих конструкционих детаља Г36) и помоћу спојница се може бочно повезивати са другим оквирима (до 5). Треба рећи да овај оквир није у складу са НАТО СТАНАГ оквирима. Поред овог, у употреби је и добош од 100 метака, који се испоручује на захтев купца.
Опруга за ослобађање оквира налази се одмах иза њега (као код АК-47 на пример).
Цев је израђена методом хладног ковања, унутрашњост је хромирана и ожлебљена (6 жлебова са ходом удесно) ради трајности и веће прецизности. Корак увијања износи 178 мм (корак увијања говори на колико милиметара зрно направи пуну ротацију током проласка кроз цев).
Отвор за избацивање чаура налази се са десне стране пушке. Нема поклопац, већ га затвара сам затварач, кад је у предњем положају. Метални одбијач штити леворуког стрелца од удара вреле чауре.
Полуга за запињање затварача налази се са горње стране сандука и на врху има мобилну, пластичну ручицу која се може гурнути у леву или десну страну, зависно од стрелца. Након убацивања метка у цев, пушка аутоматски пребацује режим рада у закочен.
Са горње и доње стране пушка има интегрисане шине које омогућавају монтирање додатне тактичке опреме.
Режим рада мења се променом положаја регулатора паљбе, који је обострани (смештен са обе стране пушке) и има три зглоба:
Ф - рафални,
Е - јединачни,
С - закочени.
На неким моделима уместо слова, режими рада су означени пиктограмима.
Одлика свих модела Г36 је преклопни кундак, који не омета руковање оружјем.
Стандардна верзија опремљена је дуалним, оптичким нишаном ЗФ 3×4, који комбинује телескопски (увећање до 3 пута) и "ред дот" нишан. Пројектовање црвене тачке ("ред дот") омогућава се или енергијом из батерије (при ноћним дејствима), или уз помоћ дневне светлости.

### Прегревање
У априлу 2012, у јавности су се појавили извештаји да је у условима повишених температура авганистанског ратишта код пушака Г36 долазило до прегревања након испаљивања више стотина метака током дужих дејстава. Прегревање утиче на прецизност Г36, па је тешко погађати циљеве на даљинама преко 100 метара, пушка је неефикасна на даљинама преко 200 метара, а на даљинама преко 300 метара могућност дејствовања не постоји. Према овим наводима, Г36 је проглашена неподесном за дуже борбе.
Представници Хеклера и Коха су тим поводом изјавили да пушка није конструисана за дугу непрекидну паљбу. Немачки војници нису имали примедбе, а командири на терену су препоручивали да се оружју омогућава да се охлади између периода брзе паљбе.

Након вишегодишњих шпекулација о квалитету муниције и другим проблемима као узроцима прегревања, као и након стручних анализа Фраунхоферовог института за динамику великих брзина и Савезне криминалистичке службе, Урзула фон Дер Лајен, министарка одбране Немачке, 22. априла 2015. je објавила да ће Г36 бити повучена из употребе у немачкој војсци. Фон дер Лајен је том приликом изјавила да је ово оружје бескорисно и да нема будућности у Бундесверу.

## Модели
- Г36
- Г36К (дужина цеви 12,51 ин) — карабин
- Г36Ц (дужина цеви 8,97 ин)